# Barsuk (Kémerovo)
|  | Per a altres significats, vegeu «Barsuk». |

Barsuk (en rus: Барсук) és un poble (un possiólok) de l'óblast de Kémerovo, a Rússia, que en el cens del 2010 tenia 13 habitants, pertany al districte de Mejdurétxensk.